# پارا سه‌گانه در پارالمپیک تابستانی ۲۰۲۴
پارا سه‌گانه (انگلیسی: Paratriathlon at the 2024 Summer Paralympics) یکی از رویدادهای برگزار شده در پارالمپیک تابستانی ۲۰۲۴ بود. این دوره از بازی‌ها در دو روز نخست سپتامبر ۲۰۲۴ در پل پونت دینا در پاریس، پایتخت فرانسه برگزار شد. این سومین دوره‌ای بود که پارا سه‌گانه در پارالمپیک تابستانی برگزار می‌شد.

## ورزشگاه‌ها
رقابت پارا سه‌گانه ابتدا در نزدیکی پل الکساندر سوم در نزدیکی رود سن آغاز و در مکان مشابهی به پایان می‌رسد. در طی این مسیر، ۷۵۰ متر در شنا در رود سن، ۲۰ کیلومتر دوچرخه‌سواری در شانزلیزه و خیابان مونتاین که توسط پل اینوالید از روی سن عبور می‌کند و به کود د اورسای می‌رسد و پس از ۵ کیلومتر دویدن، در پل الکساندر سوم به پایان می‌رسد.

## تقویم بازی‌ها
| OC | آیین گشایش | ● | دور پایانی | CC | آیین پایانی |

| اوت     | اوت    | اوت      | اوت     | سپتامبر | سپتامبر | سپتامبر | سپتامبر | سپتامبر | سپتامبر | سپتامبر | سپتامبر | رویدادها/روزهفته |
| ۲۸ چهار | ۲۹ پنج | ۳۰ آدینه | ۳۱ شنبه | ۱ یک    | ۲ دو    | ۳ سه    | ۴ چهار  | ۵ پنج   | ۶ آدینه | ۷ شنبه  | ۸ یک    | رویدادها/روزهفته |
| ------- | ------ | -------- | ------- | ------- | ------- | ------- | ------- | ------- | ------- | ------- | ------- | ---------------- |
| OC      |        |          |         | ●       | ●       |         |         |         |         |         | CC      |                  |

## جدول مدال‌ها
*   کشور میزبان (فرانسه)
| رتبه            | کشور                | طلا | نقره | برنز | مجموع |
| --------------- | ------------------- | --- | ---- | ---- | ----- |
| ۱               | ایالات متحده آمریکا | ۳   | ۳    | ۲    | ۸     |
| ۲               | بریتانیای کبیر      | ۲   | ۱    | ۲    | ۵     |
| ۳               | اسپانیا             | ۲   | ۱    | ۱    | ۴     |
| ۳               | فرانسه*             | ۲   | ۱    | ۱    | ۴     |
| ۵               | هلند                | ۱   | ۰    | ۲    | ۳     |
| ۶               | استرالیا            | ۱   | ۰    | ۰    | ۱     |
| ۷               | ایتالیا             | ۰   | ۲    | ۰    | ۲     |
| ۸               | آلمان               | ۰   | ۱    | ۲    | ۳     |
| ۹               | اتریش               | ۰   | ۱    | ۰    | ۱     |
| ۹               | برزیل               | ۰   | ۱    | ۰    | ۱     |
| ۱۱              | کانادا              | ۰   | ۰    | ۱    | ۱     |
| مجموع (۱۱ کشور) | مجموع (۱۱ کشور)     | ۱۱  | ۱۱   | ۱۱   | ۳۳    |